# راي 2
راي 2 (بالإيطالية: Rai 2)‏ هي قناة تلفزيونية إيطالية مجانية تملكها وتديرها هيئة الإذاعة العامة المملوكة للدولة (راي). وهي القناة التلفزيونية الثانية للشركة، وتشتهر ببث نشرات تي جي 2 الإخبارية والبرامج الحوارية وتليفزيون الواقع والمسلسلات الدرامية والمسلسلات الهزلية والمعلومات الترفيهية. عرفت خلال الثمانينيات بانتمائها السياسي إلى الحزب الاشتراكي الإيطالي، وقد حولت مؤخرًا تركيزها نحو الشباب، بما في ذلك في جدولها برامج الواقع والترفيه والمسلسلات التلفزيونية والأخبار والمعرفة والرياضة.
أطلقت القناة التلفزيونية الثانية في إيطاليا في 4 نوفمبر 1961، بعد سبع سنوات من إطلاق راي 1 في 3 يناير 1954. تمت الإشارة إلى القناة في البداية باسم البرنامج الثاني "Secondo Programma". وقد تلقت أسماء أخرى، مثل الشبكة 2 "Rete 2" وراي ديو "Rai Due" حتى تبنت اسمها الحالي راي 2 "Rai 2".وهي المنافسة الرئيسية لشركة ميدياست إيطاليا 1. وهي أيضًا قناة مملوكة للدولة مثل راي 1.

## شعار

3 أكتوبر 1983 - 26 سبتمبر 1988
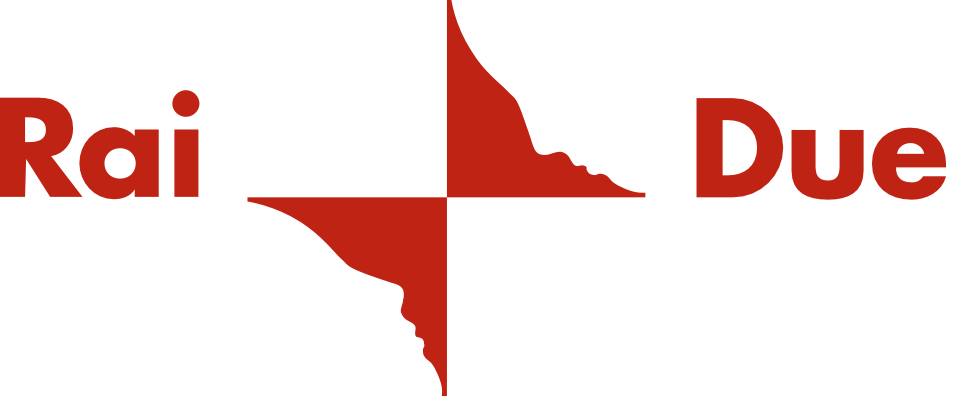
23 أكتوبر 2000 - 18 مايو 2010
18 مايو 2010-12 سبتمبر 2016
قيد الاستخدام منذ 12 سبتمبر 2016

## البرامج
تتضمن بعض البرامج ما يلي:
- تي جي 2 (نشرة إخبارية)
- كيلي تشي... ايل كالتشيو
- كاسل (مسلسل)
- ربات بيوت يائسات (مسلسل)
- إي آر (مسلسل)
- مسابقة الأغنية الأوروبية (النهائيات حتى 2015)
- صوت ايطاليا
- فيليسيتي
- جاغ (مسلسل)
- لاس فيجاس
- القانون والنظام
- الحياة على المريخ
- مكتب التحقيقات الفدرالي
- مكتب التحقيقات الفدرالي الدولي
- إن سي آي إس (مسلسل)
- إن سي آي إس: لوس أنجلوس
- إن سي آي إس: نيو أورليانز
- نمبرز (مسلسل)
- كان ياما كان
- الحياة الماضية
- شائع
- بدائي
- ستة (مسلسل تلفزيوني)
- ستارسكي وهاتش
- إس.دبليو.إيه.تي
- الدوري الأوروبي
- الدوري الأوروبي للمؤتمرات
- ثور
- ايل كوليجيو
- بيتشينو اكسبرس

## وصلات خارجية
- الموقع الرسمي باللغة الإيطالية